# Oss fakirer emellan
Oss fakirer emellan är en 15-minuter lång film med Martin Ljung, Povel Ramel & Brita Borg.
Den var gjord som förfilm till biograffilmer och innehåller korta snuttar av Ramel-låtar. Bland annat fanns "Far, jag kan inte få upp min kokosnöt", "Titta det snöar", "Den gamla vaktparaden" och "Sturske Laban".